# Kopyłów
Kopyłów (ukr. Копилів) – wieś w Polsce położona w województwie lubelskim, w powiecie hrubieszowskim, w gminie Horodło.
Wieś starostwa hrubieszowskiego położona była w XVIII wieku w województwie bełskim. W latach 1954–1961 wieś należała i była siedzibą władz gromady Kopyłów, po jej zniesieniu w gromadzie Horodło. W latach 1975–1998 miejscowość administracyjnie należała do województwa zamojskiego.
Wieś jest sołectwem w gminie Horodło. W 2006 r. wieś zamieszkiwało 476 osób. Według Narodowego Spisu Powszechnego (III 2011 r.) liczyła 441 mieszkańców i była trzecią co do wielkości miejscowością gminy Horodło.
W 1816 w miejscowości urodził się Jan Pankiewicz polski matematyk, pedagog, tłumacz oraz encyklopedysta .
Wierni Kościoła rzymskokatolickiego należą do parafii Świętego Jacka i Matki Bożej Różańcowej w Horodle.
We wsi był przystanek kolei wąskotorowej Kopyłów.

## Obiekty sakralne
W miejscowości znajdowała się od 1686 unicka, a po likwidacji unickiej diecezji chełmskiej prawosławna cerkiew, rozebrana w 1938 w czasie akcji rewindykacyjnej w 1938.